# Charles Kaboré
Charles Kaboré   (Bobo-Dioulasso, 9 de febrer de 1988) és un exfutbolista de Burkina Faso de la dècada de 2010.
Fou internacional amb la selecció de futbol de Burkina Faso.
Pel que fa a clubs, destacà a Olympique de Marseille, Kuban Krasnodar i FC Dynamo Moscou.

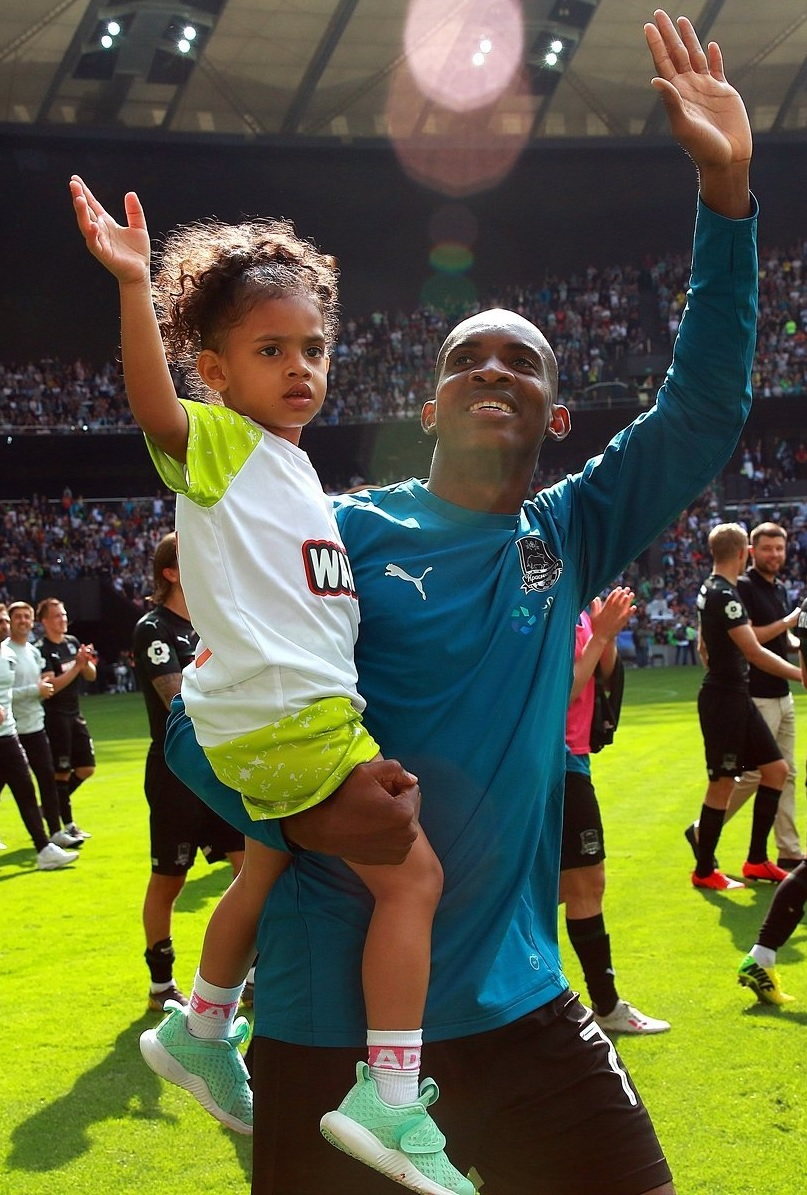
Kaboré el 2019.